# Адрович, Адмир
Адмир Адрович (черног. Admir Adrović; 8 мая 1988, Беране) — черногорский футболист, нападающий. Лучший бомбардир чемпионатов Черногории по футболу.

## Карьера
Карьеру начал в родном городе в клубе «Беране» в сезоне 2004/05. После этого три сезона отыграл в ФК «Сутьеска» из Никшича.
В сезоне 2010/11 играл в аренде в иранский клубе «Дамаш Гилан» из Решта.
С 1 июля 2011 года по июнь 2013 играл в составе «Будучности». В первом сезоне за новый клуб стал лучшим бомбардиром чемпионата с 22 забитыми мячами. А на следующий год, в сезоне 2012/13, повторил успех с 15 забитыми голами.
В июне 2013 года Адрович перешел в румынский клуб «Пандурий».
В августе 2014 вернулся в «Будучност». С декабря 2014 года играл в составе клуба «Аль-Мухаррак», выступающего в чемпионате Бахрейна. С июля 2015 года выступал за клуб «Пегасус» в чемпионате Гонконга.
29 июня 2018 года заключил контракт до конца года с клубом Далянь Трансенденс. После потери командой профессионального статуса перебрался в Оман.
Адмир выступал за сборную Черногории до 21 года. В главную сборную не вызывался.

## Достижения
- Чемпион Черногории: 2011/12
- Обладатель Кубка Черногории: 2013, 2017/18
- Лучший бомбардир чемпионата Черногории (2): 2011/12, 2012/13